# Mount Currie (Antarktika)
Mount Currie ist ein 1110 m hoher Berg im ostantarktischen Enderbyland. Er ragt zwischen Mount Maslen und Mount Merrick in den Raggatt Mountains auf.
Kartiert wurde er anhand von Luftaufnahmen, die 1956 im Rahmen der Australian National Antarctic Research Expeditions entstanden. Das Antarctic Names Committee of Australia (ANCA) benannte ihn nach Graeme James Currie (* 1937), Funküberwacher auf der Mawson-Station im Jahr 1960.